# Великоприцьківська сільська рада
| Великоприцьківська сільська рада — колишній орган місцевого самоврядування у Кагарлицькому районі Київської області з адміністративним центром у с. Великі Прицьки. Історична дата утворення: в 1921 році. Водоймища на території, підпорядкованій даній раді: річка Сухий Кагарлик. Сільській раді були підпорядковані населені пункти: - с. Великі Прицьки - с. Дібрівка - с. Виселка |

## Склад ради
Рада складалася з 14 депутатів та голови.

### Керівний склад ради
| ПІБ                            | Основні відомості                                                         | Дата обрання | Дата звільнення |
| ------------------------------ | ------------------------------------------------------------------------- | ------------ | --------------- |
| Кравченко Олександр Вікторович | Сільський голова, 1976 року народження, освіта, безпартійний              | 26.03.2006   | 24.07.2009      |
| Мельник Лідія Василівна        | Сільський голова, 1972 року народження, освіта вища, член Партії регіонів | 31.10.2010   |                 |

Примітка: таблиця складена за даними джерела